# Szepes vármegye

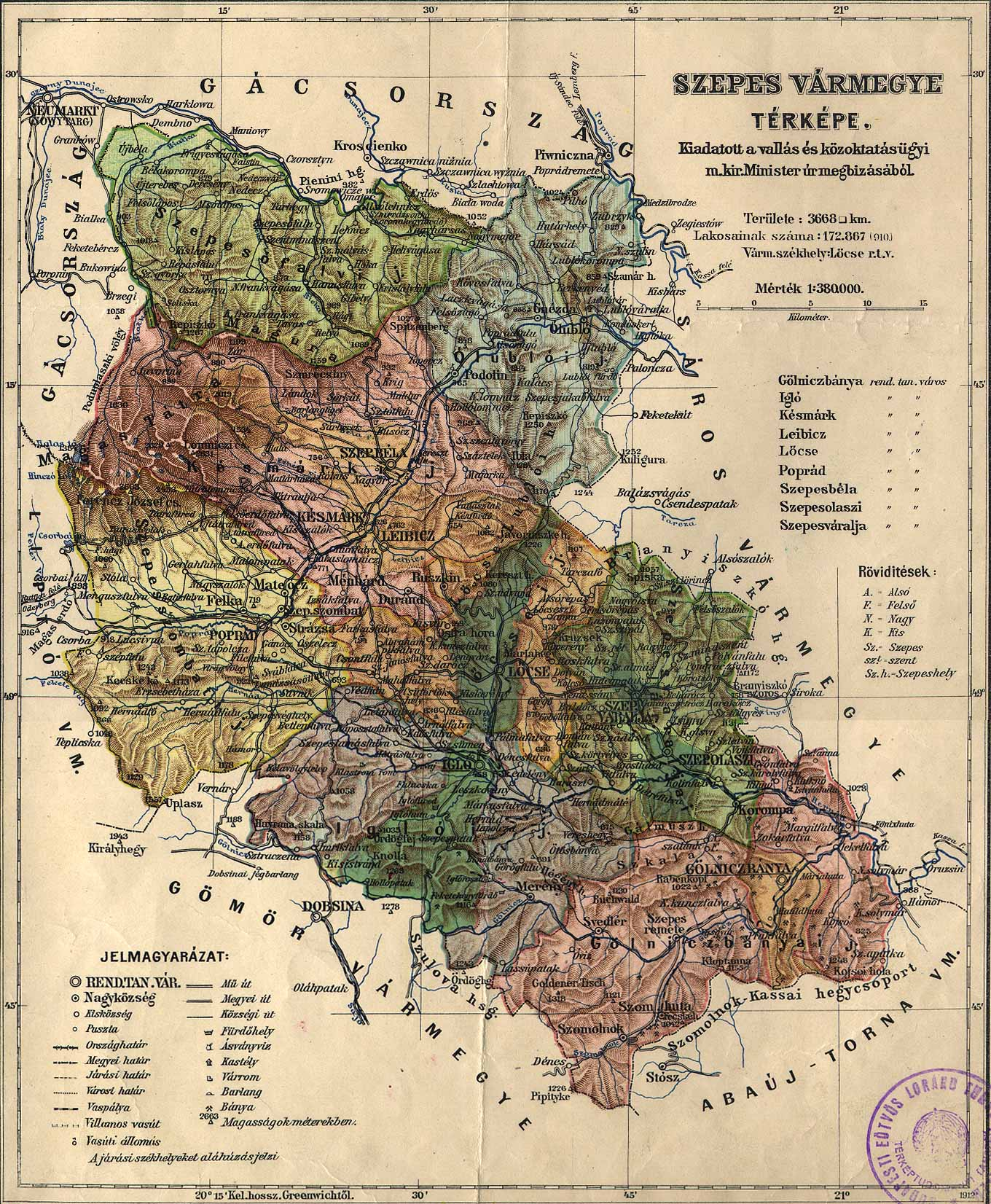
Szepes vármegye közigazgatási térképe 1910-ből

Szepes vármegye (szlovákul Spiš, németül Zips, lengyelül Spisz, latinul Scepusium) közigazgatási egység volt a Magyar Királyság északi részében. Területén jelenleg Szlovákia és Lengyelország osztozik. A vármegyével megegyező földrajzi–történelmi terület elterjedt elnevezése Szepesség.

## Földrajza
Az egykori vármegye területét nagyrészt hegyvidék alkotta. Területéhez tartozott lényegében az egész Magas-Tátra. Ettől délre található a Szepesi-síkság. Egykori területén fekvő további hegységek a Szepesi-Magura és a Lőcsei-hegység. Keleten és délen a Branyiszkói-hegység, a Kassai-hegység, a Fekete-hegyek és a Rozsnyói-hegység határolták. Legfontosabb folyói a Hernád és a Gölnic.
Északról Ausztria Galícia nevű tartománya, keletről Sáros vármegye, délről Abaúj-Torna és Gömör és Kis-Hont, nyugatról Liptó vármegye határolta.

## Történelme
A vármegye területe a 11. században lakatlan vagy gyéren lakott erdőség volt. A 12. században szászokat telepítettek ide. 
Területe eredetileg Borsod vármegye része volt és a 12. század végén, a tornai erdőispánság szervezésével párhuzamosan kezdődött a megyeszervezés. Teljesen kiépült királyi várszervezet és várbirtok azonban nem jött létre, az első ispánt 1216-ból ismerjük. A terület késői betelepítése miatt a vármegyében kevés nemes élt, ráadásul többségük német (szász) volt, tehát hatalmi ambícióit nem annyira egy nemesi megyében, mint inkább a cipszer közösségben kívánta kiélni (Kristó, p. 50.) A nemesi megye tisztségei közül a curialis comes 1248-ban, az alispán 1294-ben jelent meg, de szilárd királyi vármegyei előzmény híján a 13–14. század fordulóján nemesi vármegye jött létre. Ennek kialakulását 1301-től számolhatjuk, amikor Aba Amadé lett a főispán (Kristó, p. 50.)
1412-ben Luxemburgi Zsigmond magyar király tizenhárom szepesi várost (Szepesolaszi, Igló, Poprád, Szepesbéla, Durand, Felka, Leibic, Mateóc, Ménhárd, Ruszkin, Szepesszombat, Szepesváralja, Sztrázsa) és három várat (Gnézda, Podolin és Lubló) elzálogosított a lengyel királynak. Ezek csak 1772-ben, Lengyelország első felosztásakor kerültek vissza Magyarországhoz. Élükön sztaroszta (kormányzó) állt, aki nem avatkozott belső életükbe.
A törökök támadása nem érintette a területet. Lengyelországot 1655 és 1660, majd 1700 és 1709 között megszállták a svédek, de a Szepesség határát egyik esetben sem lépték át, hogy ne kockáztassanak egy háborút a Habsburgokkal.

Az 1920-ban Lengyelországhoz csatolt terület

Az 1848-as forradalomtól eltekintve történelme viszonylag békés volt. Területét 1918-ban elfoglalta a csehszlovák hadsereg, majd 1920-tól hivatalosan is a Csehszlovák Köztársaság része lett, eltekintve néhány északnyugati falvától: Dercsény, Feketebérc, Frigyesvágása, Szepesgyörke, Bélakorompa, Kislápos, Alsólápos, Felsőlápos, Nedec, Újbéla, Répásfalu, Újterebes,
amelyeket Lengyelországhoz csatoltak. Az I. bécsi döntés területét nem érintette; a nagyobbik rész a második világháború idején a formailag független Szlovákia bábállam része volt.
Később az újra létrejött Csehszlovákia, majd az 1993-tól független Szlovákia Eperjesi kerületének része lett. Északi, Lengyelországhoz csatolt kis körzete a Kis-lengyelországi vajdasághoz tartozik.

## Lakossága
Az avarok bejövetele előtt kelták, majd szlávok telepedtek le itt; a terület gyéren lakott maradt. A honfoglalás után a korábban letelepültek utódaiból szolgálónépek lettek.

### Lándzsásnemesek
A magyar népesség első csoportjaként az eredetileg gömörőröknek nevezett határőrök a 12. században kezdtek áttelepülni ide Gömör és kisebbrészt Torna vármegyéből.

### A szepesi szászok

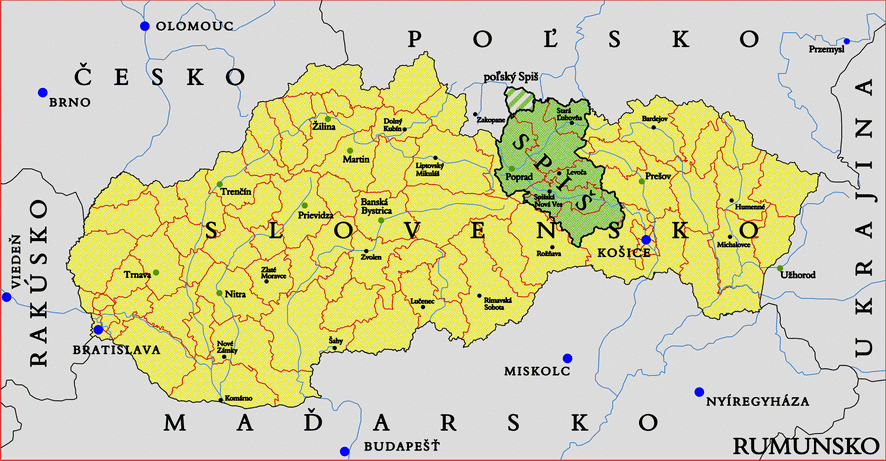
Az egykori Szepes vármegye fekvése a mai Szlovákián belül

A 12–13. században szászok telepedtek le a Felvidéken. Legelső csoportjuk még III. Béla király uralkodása idején, az 1180-as években érkezett; Késmárkon 1190-ben már jelen voltak. A Szepesség német Zips elnevezése alapján cipszereknek nevezett szászok a középkori vármegye legjelentősebb gazdasági és kulturális szereplői voltak. A betelepített szászok vezetője Arnold, a Görgey-család első ismert őse, kinek Arnold nevezetű fia töltötte be a főispáni tisztet. A tatárjárás idején az ő Jordan nevezetű fia menekítette Szepesség lakosságát a hegyekbe.
Miután a tartományurak ellen harcoló I. Károly hadait 1312-ben az Abák és Csák Máté serege a Szepességbe szorította, a szepesi szászok a király mellé álltak, és az ő oldalán harcoltak a rozgonyi csatában. A szászok letelepedésük kezdete óta érvényes kiváltságait I. Károly 1317-ben megerősítette, mely szerint saját törvényeik és hatalmi szerveik felett a vármegye főispánja csak névleges hatalmat gyakorolt.
14. századi fénykorukban a 24 város szövetséget hozott létre. A 15. század közepén Jiskra rablóhadjáratai pusztítottak a térségben. A 16. század közepétől a szászok többsége a németországi reformáció hatására felvette az evangélikus vallást. A 17. században az egyre növekvő gazdasági terhek és az ellenreformáció hatására a német lakosság kezdett elköltözni, és helyükre szlovákok települtek be.

Fennmaradt kiváltságaikat II. József rendeletei és az 1876. évi közigazgatási reform teljesen felszámolták.

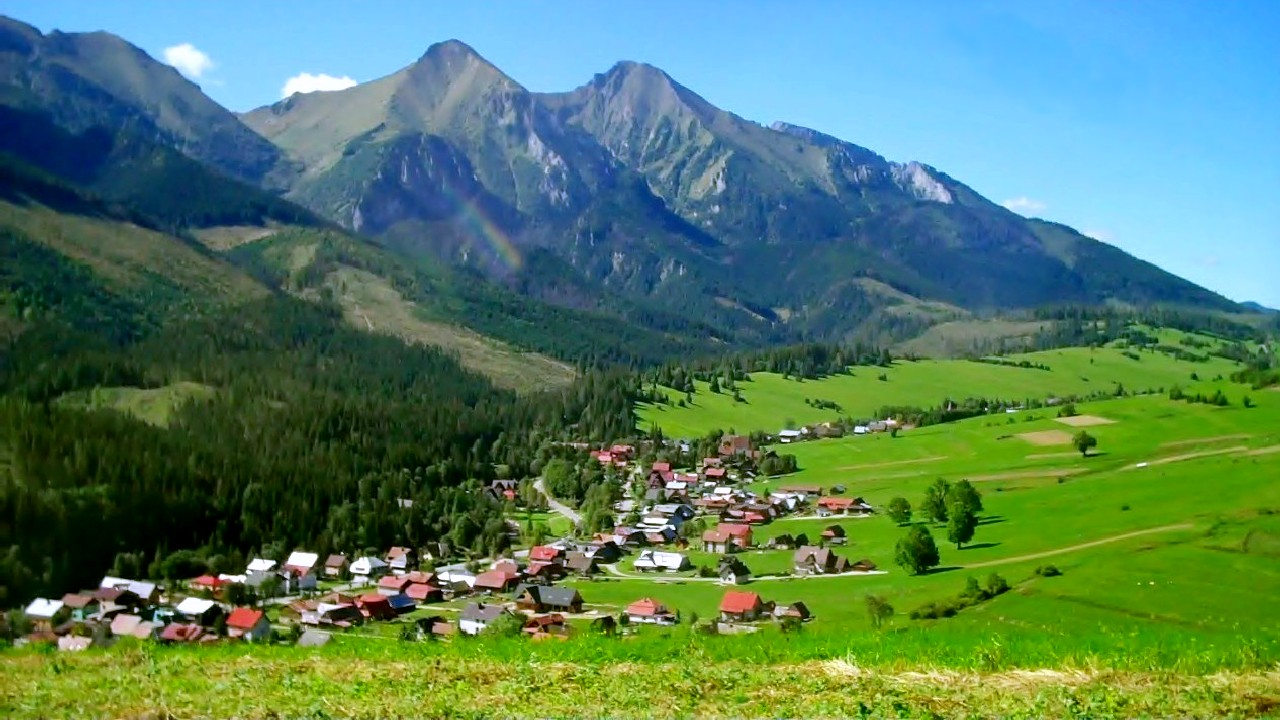
Zsgyár falu a Bélai-havasok lábánál

Az 1848–49-es forradalom és szabadságharc támogatására cipszer ezredet hoztak létre.
A vármegye lakossága 1891-ben 163 291 lakos volt, ebből:
- 93 214 (57,1%) szlovák
- 44 958 (27,5%) német
- 17 518 (10,7%) ruszin
- 4999 (3,1%) magyar
- 2602 egyéb

A vármegye lakossága 1910-ben 172 867 lakos volt, ebből:
- 56,1% szlovák
- 22,2% német
- 10,8% magyar
- 7,1% ruszin

## Közigazgatása

### Járásai
A vármegyét a 19. század közepéig négy járásra osztották. Ez a felosztás a megyét tagoló hegyláncokhoz, illetve folyóvölgyekhez igazodott. A négy járás északról délre:
- a Magurai (a Szepesi-Magurán túl, a Dunajec völgyében),
- a Kárpátaljai (a Magura, a Magas-Tátra és a Lőcsei-hegység között, a Poprád völgyében),
- a Lőcsei (a Lőcsei-hegységtől délre, a Hernád völgyében) és
- a Hegyi (később Bányai, a Gölnic völgyében) volt.

A kiegyezés utáni években a járások száma kettővel nőtt: a Kárpátaljai járás keleti és nyugati fele Poprádvölgyi és Tátrai járásként élt tovább, a Lőcsei járás nyugati feléből pedig megalakult a Hernádvölgyi.
Az 1876-os megyerendezés során Szepes vármegyébe olvasztották az addig külön törvényhatóságot alkotó Szepesi 16 város kerületét, továbbá Késmárk és Lőcse szabad királyi városokat, végül Gölnicbánya törvényhatósági jogú várost, mely utóbbi csak 1870-ben lett a megyéből kiemelve.
1886-tól volt a járásoknak a vármegye által kijelölt állandó székhelye, addig a főszolgabíró mindenkori lakhelye számított a székhelynek. Az utolsó átszervezés 1894-ben történt, amikor két új járást szerveztek, ezzel azok száma nyolcra nőtt, egyiknek a székhelyét áthelyezték, és mindegyik nevét a székhelyéhez igazították.
1886-tól a megye járásai és azok székhelyei az alábbiak voltak:
1. Bányai járás (Gölnicbánya, 1894-től neve Gölnicbányai járás)
2. Hernádvölgyi járás (Igló, 1894-től neve Iglói járás)
3. Lőcsei járás (Lőcse)
4. Magurai járás (Szepesófalu, 1894-től neve Szepesófalvi járás)
5. Poprádvölgyi járás (Podolin, 1894-től neve Ólublói járás, székhelye Ólubló)
6. Tátrai járás (Szepesszombat, 1894-től neve Szepesszombati járás)
7. Késmárki járás (Késmárk, 1894-ben alakult)
8. Szepesváraljai járás (Szepesváralja, 1894-ben alakult)

### Városai

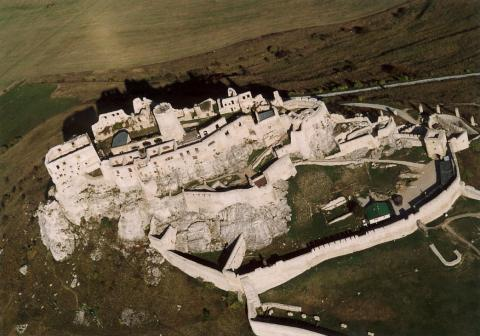
Szepes várának légifotója

Bár a Szepesség már a középkor óta egyike volt Magyarország legvárosiasodottabb vidékeinek és 1870-ben 19 város volt a területén, Szepes vármegyéhez mégsem tartozott egyetlen város sem. A Szepesi 16 város kerülete ugyanis 1876-ig külön törvényhatóságot alkotott, és ugyanígy nem tartozott a vármegyéhez a területén fekvő két szabad királyi város, Késmárk és Lőcse sem, ráadásul 1870-ben a megyétől független törvényhatósági jogú várossá alakult Gölnicbánya is. A polgári közigazgatást megalapozó 1870-es és 1871-es törvények alapján a szepesi 16 város mindegyike rendezett tanácsú várossá alakult.
Az 1876-os megyerendezés során került sor a Szepesi 16 város kerületének a vármegyébe olvasztására és ugyanekkor szűnt meg Késmárk, Lőcse és Gölnicbánya különállása is. Ekkor rövid ideig 19 rendezett tanácsú város tartozott a megyéhez, ami rendkívül nagy szám volt, messze több, mint bármelyik más megyében. (1877-ben Magyarországon, nem beleértve Horvátországot és Fiumét, 155 város volt).
A rendezett tanácsú városokra azonban a törvény olyan többletfeladatokat rótt, amelyek ellátása a városi polgároktól többletadóterhet kívánt, ezért azt is megengedte, hogy a kisebb népességű és gazdasági erejű települések önként lemondjanak e rangról és nagy-, esetleg kisközséggé alakuljanak. Ezzel a lehetőséggel a szepesi városok sokkal nagyobb arányban éltek, mint az ország más részein lévők, közülük csupán hét vállalta folyamatosan a kiemelt ranggal járó terheket.
Szepes vármegye rendezett tanácsú városai 1876 és 1920 között az alábbiak voltak.
- 1882 előtt végleg községgé alakultak:

1. Duránd
2. Felka
3. Mateóc
4. Ménhárd
5. Ruszkin
6. Strázsa

- 1882 és 1888 között végleg községgé alakult:

1. Gnézda

- 1891-ben végleg községgé alakultak:

1. Podolin
2. Szepesszombat

- Átmenetileg községgé alakultak:

1. Ólubló (1891-ben nagyközséggé, 1901-ben újra várossá, majd 1910-ben végleg nagyközséggé alakult)
2. Leibic (1891-ben nagyközséggé, majd 1894-től újra várossá alakult)
3. Szepesbéla (1891-ben nagyközséggé, majd 1900-tól újra várossá alakult)

- Mindvégig városok voltak:

1. Késmárk
2. Lőcse
3. Gölnicbánya
4. Igló
5. Poprád
6. Szepesolaszi
7. Szepesváralja